# V388 Возничего
V388 Возничего (лат. V388 Aurigae) — двойная затменная переменная звезда типа Беты Лиры (EB) в созвездии Возничего на расстоянии (вычисленном из значения параллакса) приблизительно 9822 световых лет (около 3011 парсеков) от Солнца. Видимая звёздная величина звезды — от +17,64m до +16,62m. Орбитальный период — около 0,3404 суток (8,1684 часов).

## Характеристики
Первый компонент — жёлто-оранжевая звезда спектрального класса K-G. Эффективная температура — около 5032 К.